# AZ Alkmaar
L'AZ Alkmaar és un equip de futbol de la ciutat d'Alkmaar, als Països Baixos. Es va fundar el 10 de maig de 1967 i actualment juga a la primera divisió de la lliga neerlandesa, l'Eredivisie.

## Història

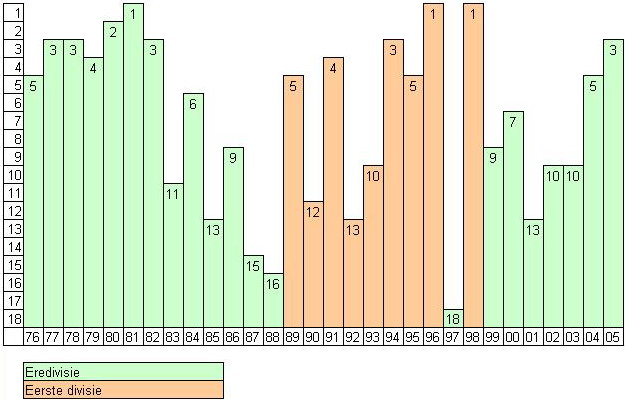
Gràfica AZ 1976-2005.

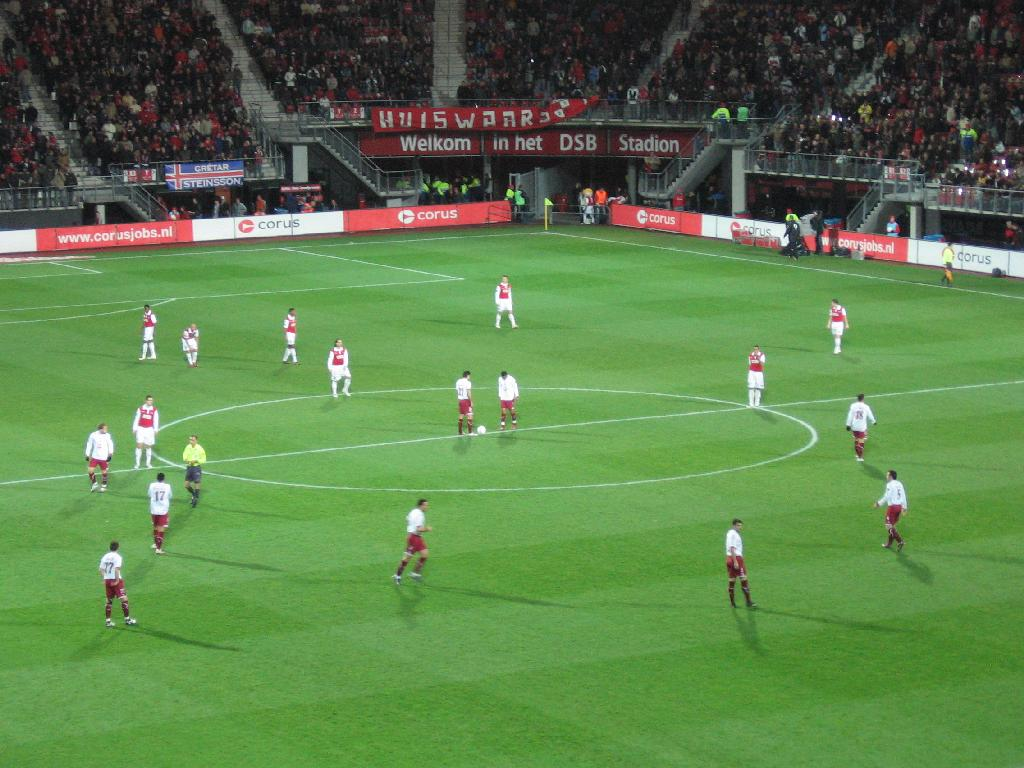
AZ vs Larissa a la Copa de la UEFA 2007–08.

El club es va fundar el 1967, en fusionar-se el VV Alkmaar'54 i el FC Zaanstreek Koog, amb el nom d'Alkmaar-Zaanstreek. El mateix any esdevingué AZ'67 Alkmaar. L'any 1986 adoptà el nom actual, AZ Alkmaar.
L'AZ és un dels equips més forts dels Països Baixos, tot i que a molta distància dels tres grans clubs neerlandesos: Ajax, PSV i Feyenoord. És per això que és un equip habitual de la Copa de la UEFA, competició de la qual va disputar la final el 1981, quan la va perdre contra l'Ipswich Town FC.

## Palmarès

### Torneigs nacionals
- Eredivisie:[1]
  - 1980-81, 2008-09
- Copa dels Països Baixos:[2]
  - 1978; 1981; 1982; 2013
- Eerste Divisie:
  - 1960, 1996, 1998

### Torneigs internacionals
- Subcampió de la Copa de la UEFA:
  - 1980-81

## Jugadors històrics destacats
- Kees Kist (1972-1981)
- Bert van Marwijk (1975-1979)
- Hugo Hovenkamp (1975-1983)
- Willem van Hanegem (1976-1979)
- Jan Peters (1977-1982)
- Hans de Koning (1978-1988)
- Eddy Treijtel (1979-1985)
- Martin Haar (1983-1986)
- Louis van Gaal (1986-1987)
- Phillip Cocu (1988-1990)
- Jimmy Floyd Hasselbaink (1990-1993)
- Michael Buskermolen (1990-2006)
- Barry Opdam (1996-2008)
- Barry van Galen (1997-2006)
- John Bosman (1999-2002)
- Jan Kromkamp (2000-2005)
- Henk Timmer (2000-2006)
- Ron Vlaar (2002-2006)
- Tim de Cler (2002-2007)
- Denny Landzaat (2003-2006)
- Joris Mathijsen (2004-2006)
- Kew Jaliens (2004-2010)

## Entrenadors
- Hans Eijkenbroek (1987 – 30 juny 1989)
- Hans van Doorneveld (1 juliol 1989 – 30 juny 1990)
- Henk Wullems (1 juliol 1990 – 30 juny 1993)
- Piet Schrijvers (1 juliol 1993 – 30 juny 1994)
- Theo Vonk (1 juliol 1994 – 28 febrer 1997)
- Hans de Koning (interí) (28 febrer 1997 – 30 juny 1997)
- Willem van Hanegem (1 juliol 1997 – 30 juny 1999)
- Gerard van der Lem (1 juliol 1999 – 30 març 2000)
- Henk van Stee (31 març 2000 – 30 octubre 2002)
- Co Adriaanse (30 octubre 2002 – 30 juny 2005)
- Louis van Gaal (1 juliol 2005 – 30 juny 2009)
- Ronald Koeman (1 juliol 2009 – 5 desembre 2009)
- Martin Haar (interí) (5 desembre 2009 – 10 desembre 2009)
- Dick Advocaat (10 desembre 2009 – 30 juny 2010)
- Gertjan Verbeek (1 juliol 2010 – 29 setembre 2013)
- Martin Haar (interí) (29 setembre 2013 – 15 octubre 2013)
- Dick Advocaat (15 octubre 2013 – 30 juny 2014)
- Marco van Basten (30 juny 2014 – 16 setembre 2014)
- John van den Brom (29 setembre 2014 – 30 juny 2019)
- Arne Slot (1 juliol 2019 – 5 desembre 2020)
- Pascal Jansen (5 desembre 2020 – 2024)